# 海中道路

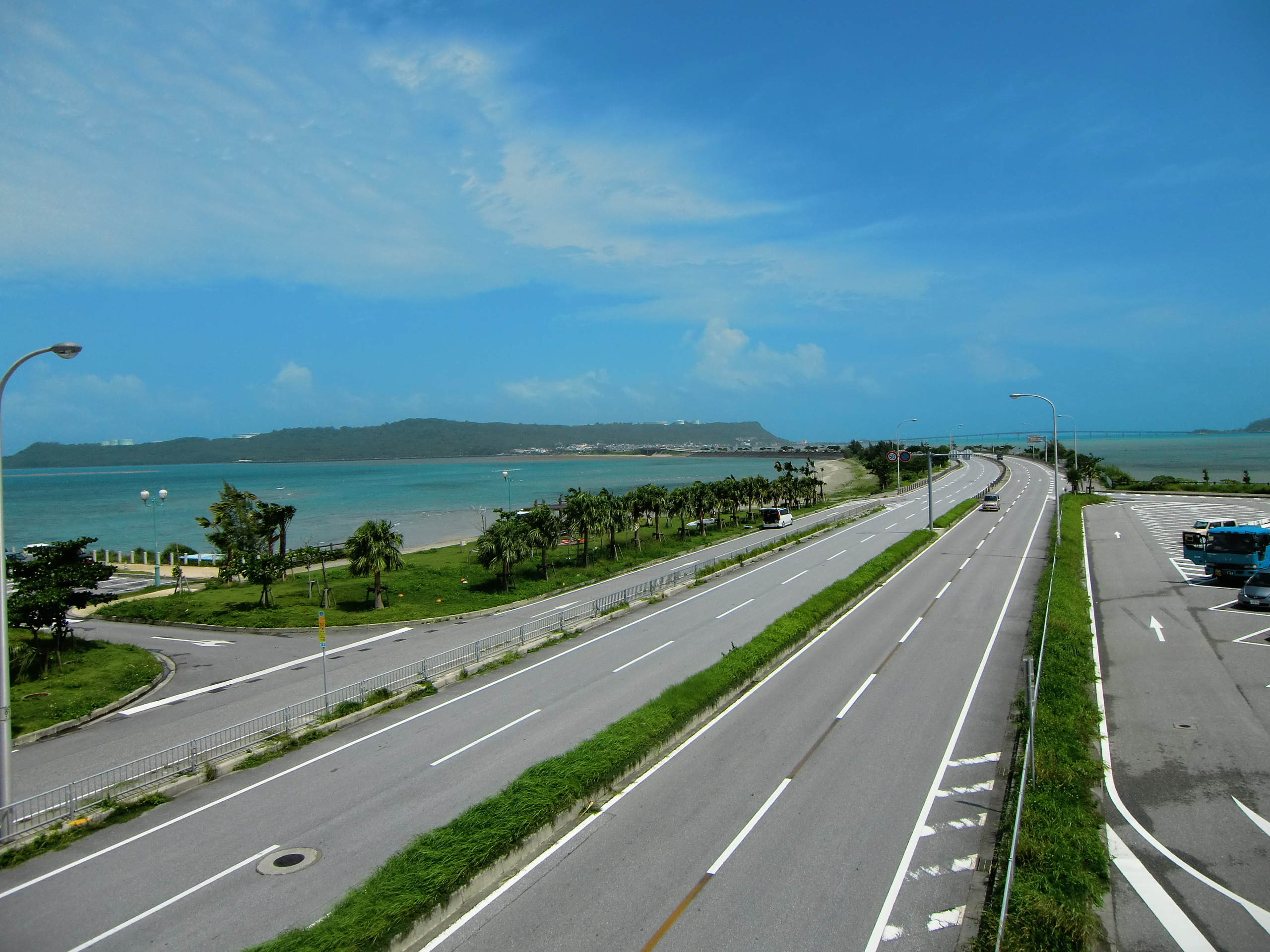
海中道路（2010年9月）

海中道路（かいちゅうどうろ）は沖縄県うるま市にある道路。沖縄県道10号伊計平良川線の一部分であり、勝連半島（与勝半島）から平安座島を結ぶ5.2 kmの道路である。沖縄本島と離島との間に横たわる海のなかを、橋ではなく堤防上の道路（土手道）として造られており、船舶航行のための橋1か所と潮流確保のための水路2か所が設けられている。中央分離帯のある4車線の道路で、線形もほとんど直線である。当初は産業道路として建設された道路であるが、近年はレジャースポットとしても人気がある沖縄を代表するシンボルロードとなっている。

## 歴史

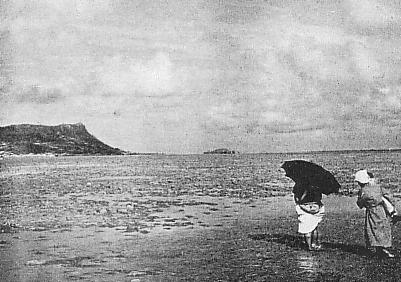
干潮時の徒歩横断（1955年頃）

勝連半島の屋慶名地区と平安座島の間の海域は浅く、浅瀬が広がっており、古来より干潮時には徒歩で行き来されてきた。平安座島には平家落人伝説が残り、また隣接する宮城島は琉球王朝の流刑地であった古い歴史を持ち、両島は太平洋に浮かぶ孤島であったが、開拓されて地続きとなっていた。また1956年からアメリカ軍の払い下げを改造した水陸両用トラックが半島と島の間を往来していた。そして1960年になると、島民は海中道路建設期成会を結成し翌1961年から建設が始められたが、200mほど作られた後に台風の被害に遭い、この工事は頓挫してしまった。
1970年、アメリカの石油会社であるガルフ石油（後にシェブロンに吸収合併される）が平安座島に進出することになり、この時に建設されたのがガルフ石油精製株式会社 (沖縄石油精製株式会社→沖縄石油株式会社→現：沖縄出光株式会社)とCTS(Central Terminal Station) (現：沖縄ターミナル)である。ガルフ社は石油タンクが並ぶ臨海工業地帯と化した平安座島の島民に対する見返り事業と、沖縄本島までのパイプライン敷設のために、ガルフ社の負担で海中道路を建設することになった。
1971年（昭和46年）5月に着工し、翌1972年4月22日に2車線の道路として開通した。完成当時は電柱が林立。掛かっていた橋も33mの短い物だった。完成した海中道路は1974年（昭和49年）、与那城村（当時）に無償譲渡されて村道となり、1991年（平成3年）には沖縄県道に昇格した。同年から道路の改良を開始。そして1999年（平成11年）3月25日に4車線化が完了し、道路の中ほどにロードパークが完成した。海水の循環のために掛かっていた橋も長いものに掛け替えられた。さらに2003年（平成15年）4月27日には、ロードパークに海の駅「あやはし館」がオープンした。

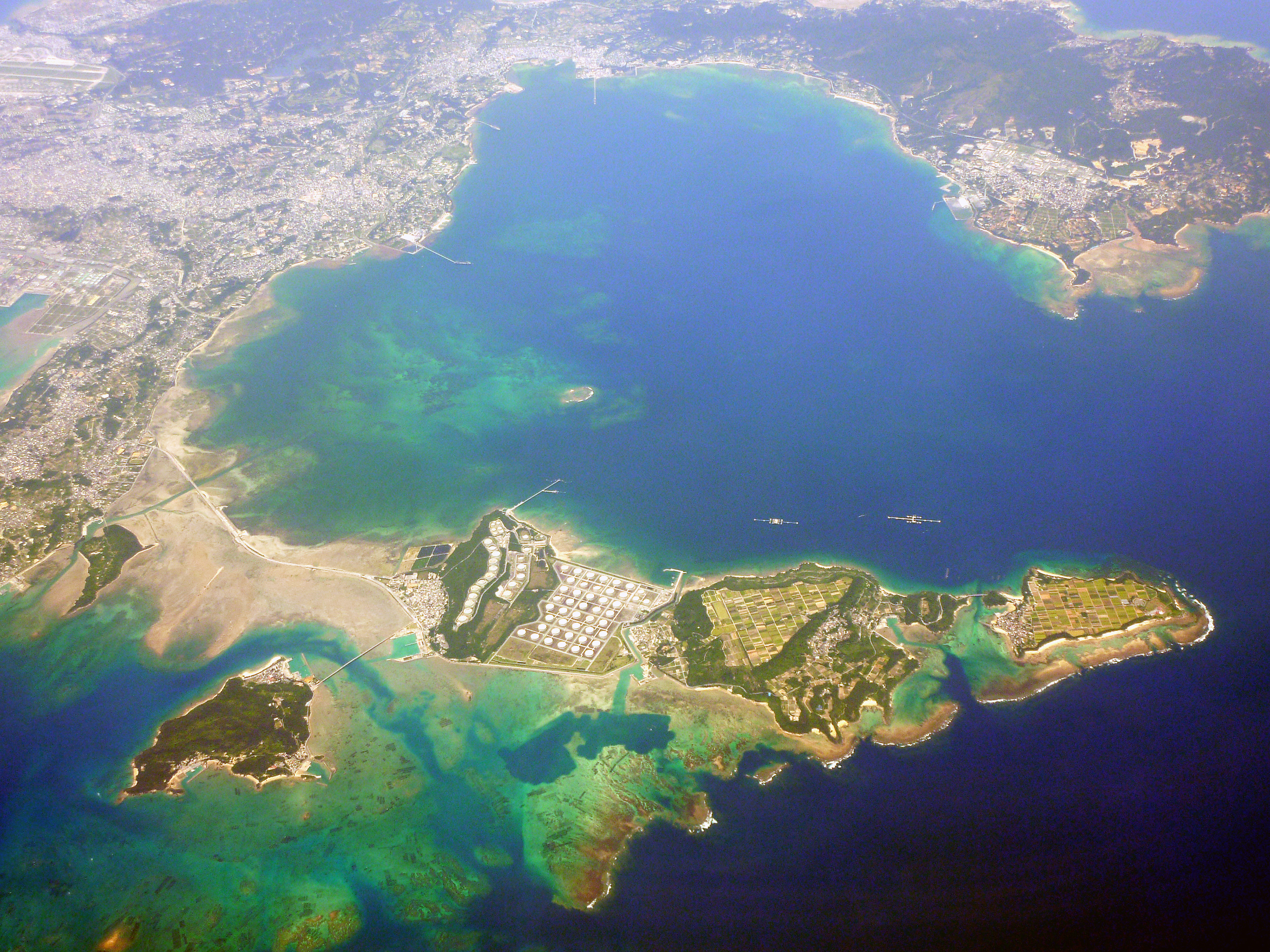
海中道路2010年5月26日　手前の半島状に見える連なりのうち左3分の1程の浅瀬に海中道路が伸びている。

## 地理
浅瀬上に築かれた堤防の上に道路があり、眼下に海を臨む高さのある橋とは異なり、目線とほぼ同じ高さで両側に金武湾の美しいエメラルドグリーンの遠浅の海が広がる。沖縄本島からこの道路を走って平安座島、宮城島、伊計島へ渡るルートは、人気のドライブコースとなっている。道路の中間地点にある海の駅「あやはし館」は、駐車場やトイレ、道路情報室などを備えたロードパークで、施設は他にもレストランやシャワー設備も完備し海のレジャーにも利用できる。また海の文化資料館や直売店があり、直売店では特産のイグサで編んだムシロ、手工芸品、沖縄のお土産などが売られている。

## イベント
毎年4月の第1日曜日に「あやはし海中ロードレース大会」が催される。この大会では、21.0975 kmのハーフマラソンのほか、最短は3.5 kmのコースマラソンまで各種ある大会である。